# Холселл, Джеймс Дональд
Джеймс До́нальд Хо́лселл (англ. James Donald Halsell Jr.; род. 1956) — астронавт НАСА. Совершил пять космических полётов на шаттлах: STS-65 (1994, «Колумбия»), STS-74 (1995, «Атлантис»), STS-83 (1997, «Колумбия»), STS-94 (1997, «Колумбия») и STS-101 (2000, «Атлантис»), полковник ВВС США.

## Личные данные и образование

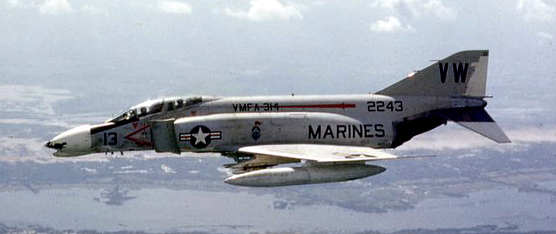
Самолёт F-4 Phantom II в полёте.

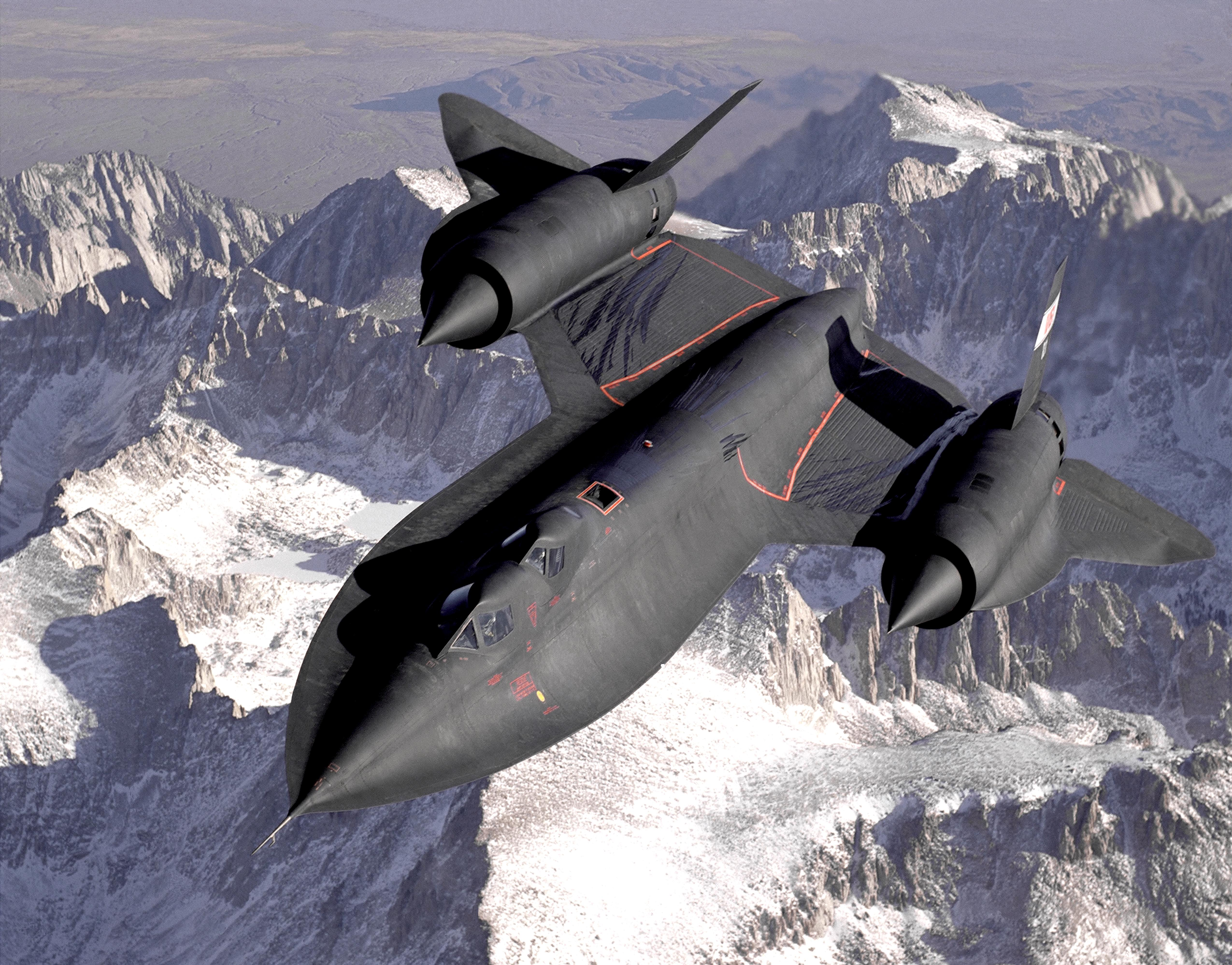
Самолёт SR-71 в полёте.

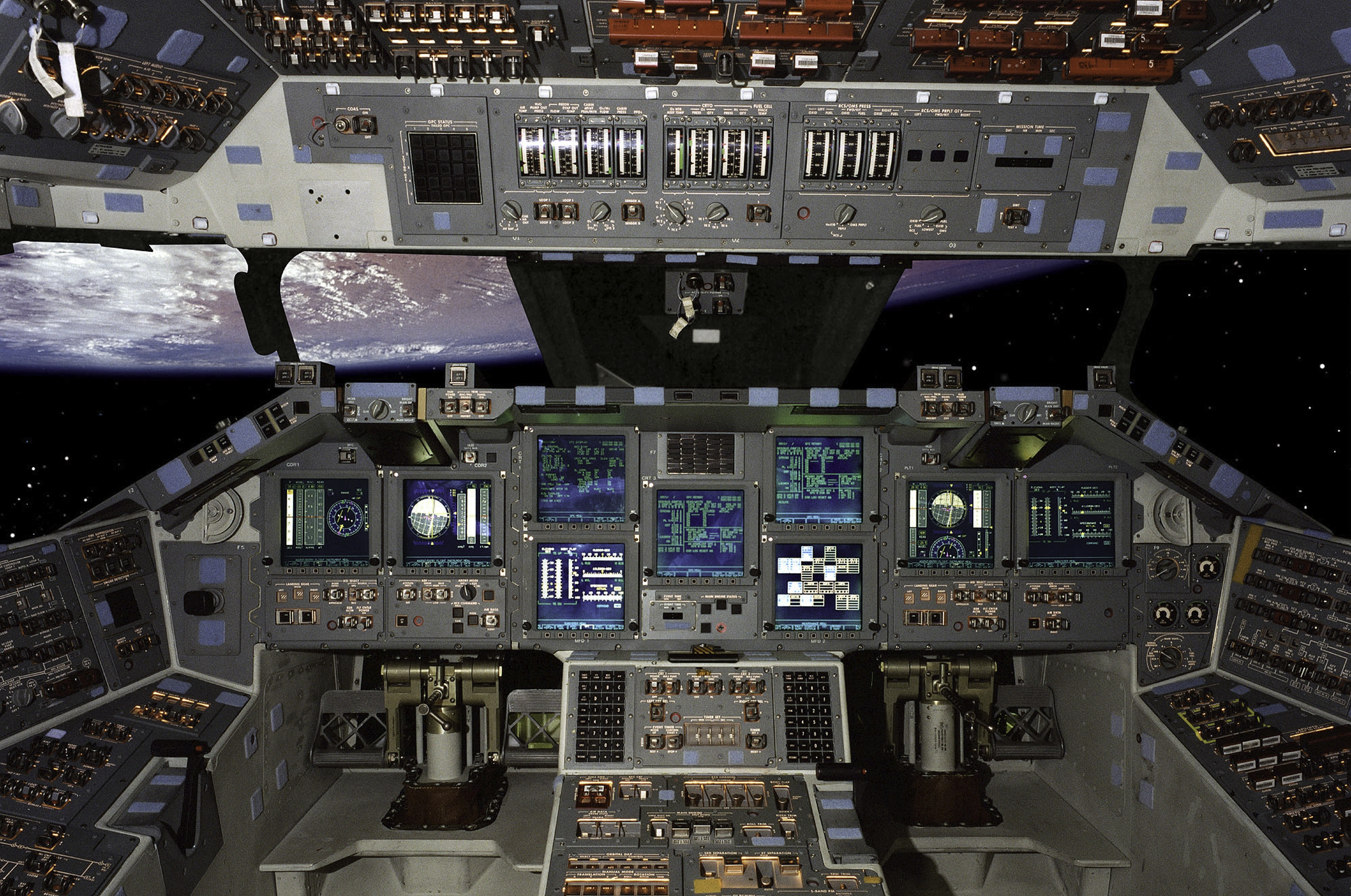
STS-101: рабочее место командира корабля.

Джеймс Холселл родился 29 сентября 1956 года в городе Уэст-Монро, Луизиана, где в 1974 году окончил среднюю школу. В 1978 году получил степень бакалавра в области машиностроения в Академии ВВС США, в городе Колорадо-Спрингс, штат Колорадо. В 1983 году получил степень магистра наук в области управления в Тройском университете, штат Алабама.
Женат на Кэти Д. Спунер, у них дочь и сын. Он любит зимние лыжи, водные лыжи, полёты на лёгких самолётах, физические нагрузки и упражнения. Радиолюбитель с позывным KC5RNI.

## До НАСА
В 1979 году прошёл курс подготовки пилотов на авиабазе около города Колумбус, штат Миссисипи. В 1980—1981 годах летал на самолётах F-4 Phantom II, занимался самолётами — носителями ядерного оружия. В 1982—1984 годы служил на авиабазах «Неллис», в Лас-Вегасе, штат Невада и на базе «Муди», около города Валдоста, штат Джорджия. В 1984—1985 годах стал аспирантом в технологическом институте ВВС, на авиабазе «Райт-Паттерсон», около Дейтона, штат Огайо. Затем он прошёл обучение в Военно-авиационной школе лётчиков-испытателей на авиабазе ВВС «Эдвардс», в Калифорнии. В течение следующих четырёх лет он выполнял испытательные полёты на самолётах F-4, F-16
и SR-71..

## Подготовка к космическим полётам
В январе 1990 года был зачислен в отряд НАСА в составе тринадцатого набора, кандидатом в астронавты. Стал проходить обучение по курсу Общекосмической подготовки (ОКП). По окончании курса, в июле 1991 года получил квалификацию «пилот шаттла» и назначение в Офис астронавтов НАСА. Назначен в отдел Управления по поддержке строительства орбитальной станцией «Мир», работал оператором связи в Центре управления полётами. Впоследствии работал во вспомогательной команде астронавтов в Космическом Центре имени Кеннеди, штат Флорида.

## Полёты в космос
- Первый полёт — STS-65[4], шаттл «Колумбия». C 8 по 23 июля 1994 года в качестве «пилота». Цель полёта — проведения различных медико-биологических и материаловедческих экспериментов. Эксперименты проводились в Международной микрогравитационной лаборатории IML-2, которая располагалась в лабораторном модуле «Спейслэб» в грузовом отсеке шаттла Колумбия. В Международной микрогравитационной лаборатории IML-2 были установлены приборы шести космических агентств: США, Японии, Европы, Франции, Канады, Германии. Продолжительность полёта составила 14 дней 17 часов 56 минут.[5].

- Второй полёт — STS-74[6], шаттл «Атлантис». C 12 по 20 ноября 1995 года в качестве «пилота». Это была вторая стыковка шаттла с орбитальной станцией «Мир». Продолжительность полёта составила 8 дней 4 часа 32 минуты[7].

- Третий полёт — STS-83[8], шаттл «Колумбия». C 4 по 8 апреля 1997 года в качестве «командира корабля». Программа полёта, рассчитанная на 16 суток, предусматривала проведение серии микрогравитационных экспериментов в космической Лаборатории микрогравитационных наук MSL-1, однако из-за технической неисправности было принято решение о его досрочном прекращении[9]. Астронавты благополучно приземлились на посадочной полосе КЦ Кеннеди. Полёт был досрочно прекращён из-за отказа одного из трёх топливных элементов шаттла, и полётная программа не была выполнена. Сразу после этого НАСА приняло решение провести повторный полёт шаттла Колумбия с тем же экипажем. Продолжительность полёта составила 3 суток 23 часов 14 минут[10].

- Четвёртый полёт — STS-94[11], шаттл «Колумбия». C 1 по 17 июля 1997 года в качестве «командира корабля». В программу полёта входило проведение серии микрогравитационных экспериментов в космической лаборатории MSL-1 размещённой одном из модулей Спейслэб. Это первый в истории шаттлов повторный полёт с тем же экипажем и той же полезной нагрузкой, так как полёт STS-83 был прерван из-за технической неисправности[12]. Продолжительность полёта составила 15 суток 16 часов 46 минут[13].

- Пятый полёт — STS-101[14], шаттл «Атлантис». C 19 по 29 мая 2000 года в качестве «командира корабля». Основной задачей миссии была доставка на Международную космическую станцию (МКС) расходуемых материалов и оборудования и ремонт электро оборудования модуля «Заря». Материалы и оборудование, доставляемое на станцию, были размещены в сдвоенном транспортном модуле «Спейсхэб», который располагался в грузовом отсеке шаттла. Во время полёта Восс выполнил один выход в открытый космос: 22 мая 2000 года — продолжительностью 6 часов 44 минут. Продолжительность полёта составила 9 суток 20 часов 10 минут[15].

Общая продолжительность полётов в космос — 52 дня 10 часов 34 минуты.

## После полётов
В 1998 году (c февраля по август) находился в России, в Центре подготовки космонавтов (ЦПК) имени Ю. А. Гагарина, в Звёздном городке, занимал должность координатора работ с НАСА.

## Награды и премии
Награждён: Медаль «За космический полёт» (1994, 1995, 1997, 1997 и 2000) и многие другие.